# Fresnel-Zonenplatte

Binäres Ringmuster einer Fresnel-Zonenplatte

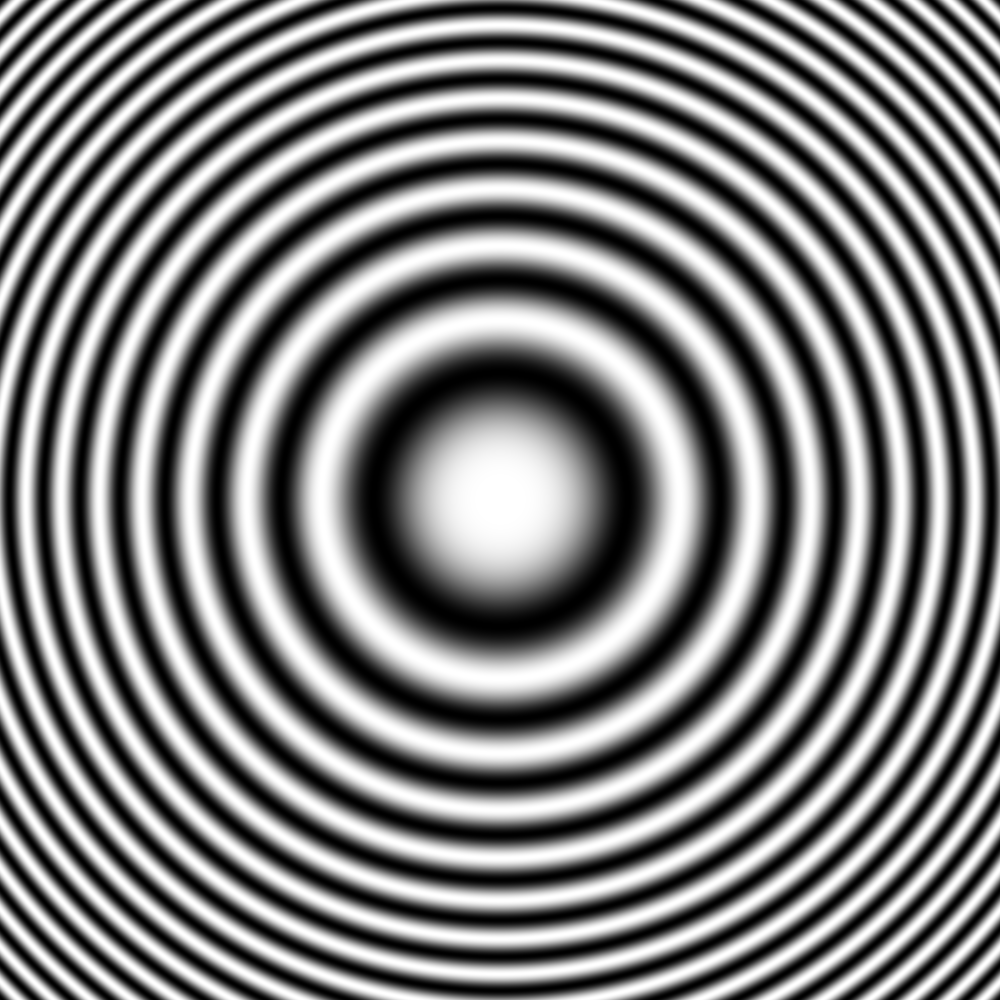
Kosinusförmiges Ringmuster einer Fresnel-Zonenplatte

Eine Fresnel-Zonenplatte, auch Zonenlinse, Beugungslinse oder Kinoform genannt, ist eine Platte, auf der konzentrische Ringe angebracht sind. Die Zonen unterscheiden sich in ihrer Transparenz oder/und in ihrer optischen Weglänge. Im einen Fall wird die Strahlung an den ringförmigen Spalten gebeugt und durch konstruktive Interferenz in Brennpunkten verstärkt. Im anderen Fall werden die in der nebenstehenden Abbildung schwarz dargestellten Zonen durch ein transparentes Material genau bestimmter Dicke ersetzt, das eine Phasenverschiebung der Lichtwelle von 180° bewirkt, wodurch die transmittierte Strahlung dieser Zonen im Brennpunkt ebenfalls konstruktiv interferieren kann.
Außer für Licht werden Zonenplatten zum Fokussieren von Röntgenstrahlung eingesetzt, da andere Arten von Röntgenlinsen für viele Anwendungen und/oder Bereiche des Röntgenspektrums nicht verfügbar, unpraktisch zu handhaben oder sehr ineffizient sind. Die Herstellung refraktiver Röntgenlinsen wurde lange Zeit sogar für unmöglich gehalten.
Die Fresnel-Zonenlinse hat mit einer Fresnellinse lediglich den Erfinder gemeinsam. Beide wurden von Augustin-Jean Fresnel entwickelt. Die Fresnel-Zonenlinse kann als Querschnitt durch die Fresnelzonen angesehen werden, was ihre Bezeichnung erklärt.
In einer Zonenplatte mit binärer Abstufung, also völlig transparent abwechselnd mit total absorbierend (oberes Bild), wird das einfallende Licht auf viele reelle und virtuelle Brennpunkte verteilt (s. u.). Um das Licht auf die beiden Brennpunkte 1. Ordnung zu konzentrieren, ist nur ein sinusförmiger Kontrastwechsel erforderlich (unteres Bild). Die entsprechende Linse ähnelt dem Beugungsbild einer Kreisscheibe. Unterschiede in den Abständen der Maxima resultieren aus der unterschiedlichen Abbildungsweise: Dort liegt sogenannte Fraunhofer-Beugung mit Strahlung aus dem Unendlichen (die durch Linsen fokussiert wird) vor, hier so genannte Fresnel-Beugung. 

## Berechnung der Zonen
Für eine konstruktive Interferenz in einem Fokus müssen die Radien der abwechselnd transparenten und absorbierenden Zonen in der quadratischen Näherung folgender Gleichung genügen:
{\displaystyle r_{n}={\sqrt {n\,\lambda {\frac {a'\cdot a}{a'+a}}}}}
dabei ist
- {\displaystyle n=1,2,3,\ldots } die fortlaufende Nummer der Zone
- {\displaystyle \lambda } die Wellenlänge der Strahlung, z. B. 500 nm für Licht, 5 nm für Röntgenstrahlung
- {\displaystyle a} die Objektweite.
- {\displaystyle a'} die Bildweite, also der Abstand vom Zentrum der Zonenplatte zum Bild

Für {\displaystyle a\gg a'} gilt:
{\displaystyle r_{n}={\sqrt {n\,\lambda \,a'}}}
und für die Breite der schmalsten, der äußersten Zone gilt
{\displaystyle dr_{n}={\frac {r_{1}}{\sqrt {4\,n}}}={\frac {r_{1}^{2}}{2\,r_{n}}}}
Diese Breite entspricht – bis auf einen Faktor 1,22 – der erreichbaren räumlichen Auflösung mit einer Zonenplatte in der Mikroskopie, wenn sie in ihrer ersten Beugungsordnung benutzt wird. Man sieht hier, dass die mit einer Zonenplatte erreichbare Auflösung nicht von der Wellenlänge abhängt.
2008 betrugen die kleinsten Zonenbreiten in der Röntgenmikroskopie genutzter Mikrozonenplatten rund 20 nm. Bei Benutzung der Zonenplatte in ihrer m.ten Beugungsordnung ist die erreichbare Auflösung aber nochmals um den Faktor m höher.
Diese Aussagen zur Auflösung sind gültig, solange die sich so ergebende rechnerische Auflösung nicht kleiner als die Wellenlänge der benutzten Strahlung ist.
Man sieht außerdem: die Breite {\displaystyle dr_{n}} der äußersten Zone sinkt linear mit dem Durchmesser  {\displaystyle 2r_{n}} der Zonenplatte. Da die Länge der Zonen aber linear mit dem Durchmesser {\displaystyle 2r_{n}} steigt, ist die Fläche der Zonen konstant – solange die oben erwähnte quadratische Näherung gilt.
Für unendlich große Zonenzahlen n gelten diese Beziehungen zum Zonenradius und zur Zonenbreite nicht. Die Zonenbreite strebt dann gegen eine konstante Breite. Für g = f
beträgt diese kleinste erreichbare Zonenbreite {\displaystyle {\lambda /4}}.

## Beispiel
Ein grün leuchtender Gegenstand (λ = 500 nm) in großer Entfernung (g ≫ f) soll von einer Zonenplatte abgebildet werden, deren innerer Radius = 10 mm (n = 1) beträgt. Für m = 1 liegt der erste Brennpunkt bei 50 m (Abstand Platte–Bild), für m = 2 bei 25 m, für m = 3 bei 17 m. Ist die Zonenplatte um eine Größenordnung kleiner (innerer Radius 1 mm), sind die Brennweiten um zwei Größenordnungen kleiner, im Beispiel bei 0,5 m, 0,25 m usw.

## Anwendung

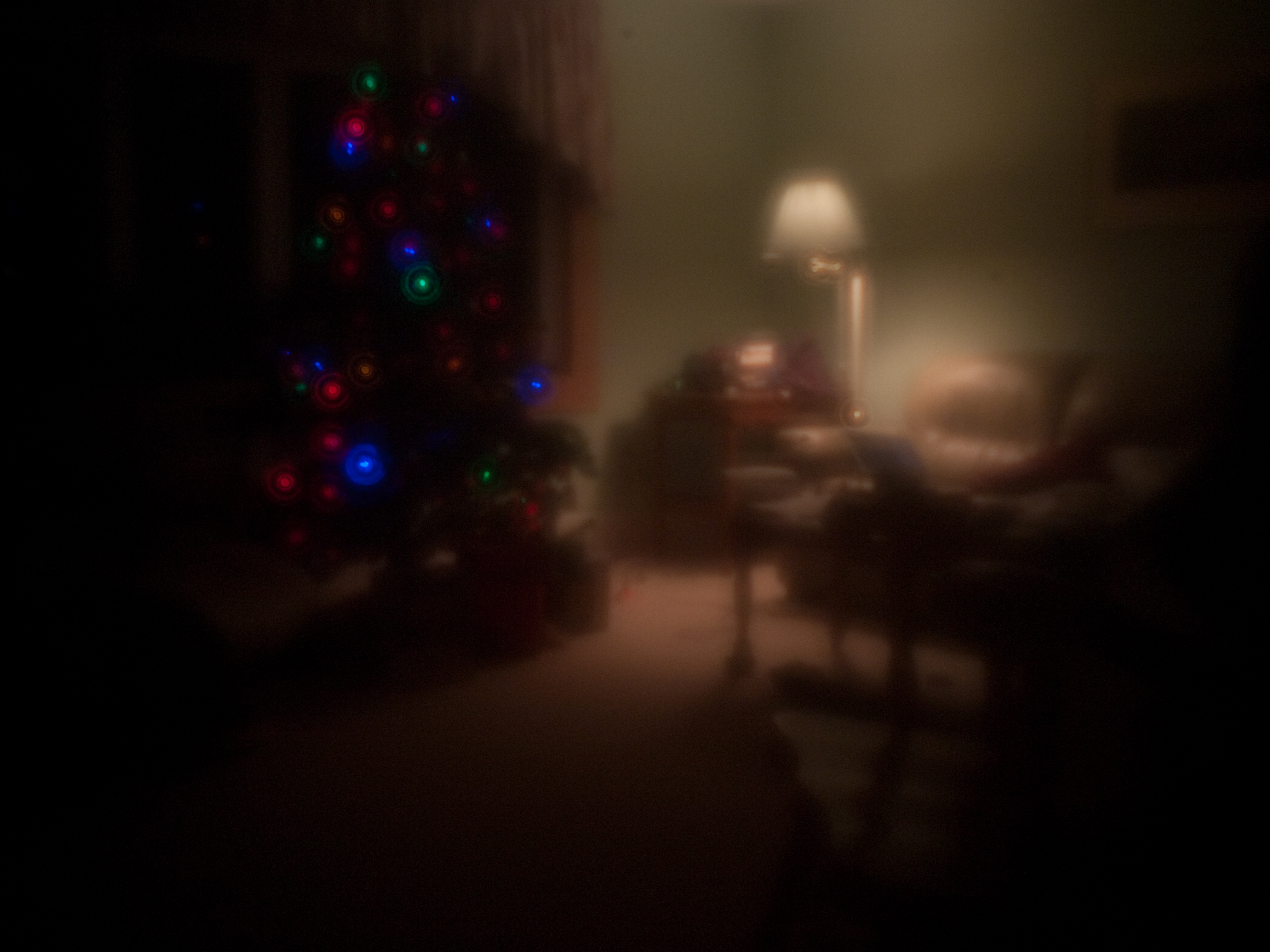
Beispiel einer mit Zonenplattenoptik aufgenommenen Photographie

Zonenplatten werden in der Röntgenoptik, speziell in der Röntgenmikroskopie, zur Fokussierung benutzt, da bei Röntgenstrahlung achromatischen Linsen aus zwei Materialien mit unterschiedlichem Brechungsindex die Strahlen je nach Wellenlänge leicht abweichend fokussieren. Deshalb müssen bei klassischen Linsen zur Beseitigung dieser Abweichung aus dem Röntgenstrahl alle abweichenden Wellenlängen herausgefiltert werden, wodurch viel an Intensität verloren geht.
In der Photographie können Zonenplatten als optischer Teil eines Objektivs eingesetzt werden. Mit einer Zonenplattenoptik aufgenommene Bilder haben ein charakteristisches Erscheinungsbild. Das Loch einer Camera obscura kann als innerer Teil einer Zonenplatte der Ordnung m = 1 aufgefasst werden.
In fotografischen Objektiven werden ebenfalls Zonenplatten eingesetzt, wie zum Beispiel bei den Objektiven Canon EF 70-300 mm f/4.5-5.6 DO IS USM ("DO" steht für "Diffractive Optics" = "Diffraktive Optik" beziehungsweise "Beugungsoptik") oder Nikon AF-S Nikkor 300 mm 1:4E PF ED VR ("PF" steht für "Phase Fresnel").
In der konoskopischen Holografie wird eine Zonenplatte zur Messung der Rauigkeit einer Oberfläche (Abstandsmessung) eingesetzt.

## Bedeutung in der Holografie
Die Fresnel-Zonenplatte war nach ihrer Erfindung eigentlich nur ein physikalisches Kuriosum und auch noch ohne Anwendung. Doch mit der Erfindung der Holografie im Jahre 1948 kam der Zonenplatte eine ganz neue Bedeutung zu. Die Fresnelplatte entspricht nämlich weitgehend dem Hologramm eines einzelnen Bildpunktes, wenn als Referenzwelle während der Hologrammerzeugung eine Planwelle oder ebenfalls eine Kugelwelle genutzt wird. Der einzige Unterschied liegt darin, dass beim Hologramm, im Unterschied zur rechts abgebildeten Amplituden-Zonenplatte, die nur transparente und absorbierende Zonen besitzt, kontinuierliche und keine sprunghaften Transmissionübergänge vorliegen.
Der Zusammenhang wird auch klar, wenn man bedenkt, dass die Fresnel-Platte gleichzeitig als Zerstreuungslinse und als Sammellinse wirkt, d. h., sie besitzt virtuelle und reelle Brennpunkte – wie ein Hologramm, welches reelles und virtuelles Bild rekonstruieren kann, wenn es mit der zur Hologramm-Aufzeichnung benutzten Referenzwelle oder deren komplex konjugierten beleuchtet wird.
Da komplexe Objekte nichts weiter als Ansammlungen von Bildpunkten sind, kann man die Interferenzmuster als Überlagerungen von sehr vielen Fresnel-Zonenplatten verstehen.